# سه‌گانه مورفی
سه‌گانه مورفی (Murphy's triad) مجموعه‌ای از سه علامت و نشانه مرتبط با آپاندیسیت حاد است، یک اورژانس پزشکی که با درد پایین سمت راست شکم (RLQ)، همراه با حالت تهوع، استفراغ و تب ظاهر می شود.

## اجزای سه‌گانه مورفی
- درد
- استفراغ
- تب